# Hockey Club Varese 2007-2008

Questa pagina raccoglie i dati riguardanti l'Hockey Club Varese nelle competizioni ufficiali della stagione 2007/08.

## Dirigenza
- Presidente: Maurizio Fiori
- vice Presidente: Enrico BANCHI

## Consiglieri
- Resp. Segreteria e EDP: Vittorio BROGGI
- Resp. Amministrativo: Gianluigi ANDREONI
- Resp. Relazioni Esterne: Claudio BORGHI
- Resp. Marketing e Sponsor: Roberto MANFÉ
- Armando MEGIORANZA
- Errico MAZZACANE
- Massimo TAGLIORETTI

### Staff tecnico
- Direttore Sportivo: Claudio PUCCI
- Allenatore: Matteo Malfatti
- Giancarlo MERZARIO
- Karel DVORAK
- Zdenek KUDRNA
- Preparatore dei portieri: Claudio PUCCI
- Lele VILLA

### Ufficio Stampa
- Settore Giovanile: Claudio Borghi
- Prima Squadra A2: Fiorenza Zanchin

### Area Medica
- Medico addetto prima squadra: Dott. Francesco DE MARIA

### Settore giovanile
- Presidente: Luigi SENIGAGLIESI

## Piazzamenti nelle varie competizioni
- Serie C U26: 4°

## La rosa 2007/08
| N° | Giocatore          | Ruolo      | Anagrafe              |
| 74 | Ilario Marchetti   | portiere   | 01-10-1987 Padova     |
| 30 | Gioele Chiesa      | portiere   | 27-11-1988 Cantù (Co) |
| 90 | Oscar Lubian       | portiere   |                       |
| 12 | Andrea Marchiorato | Difensore  | 03/10/1982            |
| 14 | Nicola Barban      | Difensore  | 13/05/1985            |
| 6  | Alberto Lunini     | Difensore  | 07/06/1983            |
| 7  | Andrea Fogliopara  | Difensore  | 21/02/1988            |
| 77 | Amedeo Vaglio      | Difensore  | 28/04/1987            |
| 25 | Dario Cortenova    | Difensore  | 27/01/1985            |
| 89 | Alessandro Re      | Difensore  |                       |
|    | Lorini             | Difensore  |                       |
| 54 | Rudy Rossi         | Difensore  |                       |
| 7  | Francesco Borghi   | Difensore  |                       |
| 8  | Fabio Sguazzero    | Attaccante | 09/03/1973 Como       |
| 18 | Francesco Milani   | Attaccante |                       |
| 11 | Patrik Frizzera    | Attaccante | 06/04/1981            |
| 15 | Benedetto Pirro    | Attaccante | 13/06/1985            |
| 21 | Luca Labò          | Attaccante | 29/01/1985            |
| 27 | Salvatore Sorrenti | Attaccante | 16/01/1978 Cittiglio  |
| 61 | Simone Costa       | Attaccante | 25/12/1982 Como       |
| 88 | Riccardo Privitera | Attaccante |                       |
| 29 | Marco Raymo        | Attaccante |                       |
| 55 | Marco Andreoni     | Attaccante |                       |
| 19 | Fabio Senigagliesi | Attaccante |                       |
|    | Edoardo Caletti    | Attaccante |                       |
|    | Edoardo Selmin     | Attaccante |                       |
| 52 | Filippo Milo       | Attaccante |                       |
|    | Marco Vaccani      | Attaccante |                       |
|    | Federico Lorini    | Attaccante |                       |

| Guida tecnica   |
| Matteo Malfatti |

## Le gare della stagione

### Campionato Serie C U26
| Andata |                                 |     |               |
|        |                                 |     |               |
| 12-10  | Sv Caldaro–Mastini              | 5-2 | 2-0; 1-0; 2-2 |
| 21-10  | Hockey Varese-Sc Ora            | 5-0 | 2-0; 0-0; 3-0 |
| 27-10  | Bressanone-Hockey Varese        | 2-5 | 0-1; 1-1; 1-3 |
| 1-11   | Varese Hockey-SC Laces Vinschau | 8-2 | 4-0; 2-1; 2-1 |
| 03-11  | SSV LAIVES-VARESE HOCKEY        | 0-4 | 0-2; 0-0; 0-2 |
| 11-11  | Hockey Varese-H.C. Bozen 84     | 3-3 | 2-0; 1-3; 0-0 |
| 17-11  | Asv Prad-Hockey Varese          | 1-4 | 0-0; 1-2; 0-2 |

| Ritorno |                                 |     |               |
|         |                                 |     |               |
| 25-11   | Varese- Sv Caldaro              | 2-3 | 0-0; 1-2; 1-1 |
| 02-12   | Sv Ora - Hockey Varese          | 4-8 | 0-1; 3-3; 1-4 |
| 10-12   | Hockey Varese- Sc Laces Vinsgau | 2-4 |               |
| 24-12   | Hockey Varese-Ssv Laives        | 8-0 | 0-0; 5-0; 3-0 |
| 26-12   | Sv Bolzano 84-Hockey Varese     | 4-4 |               |
| 30-12   | Hockey Varese-ASVPrad           | 4-2 |               |

| 2ª Fase Play Off |                                   |      |               |
|                  |                                   |      |               |
| 06-01            | Hockey Varese-Hockey Pergine      | 7-2  | 0-1; 3-0; 4-1 |
| 11-01            | Hockey Varese-WSG Stilfes         | 3-2  | 0-0; 0-1; 3-1 |
| 20-01            | Hockey Varese-Alleghe Hockey      | 2-5  | 0-0; 2-2; 0-3 |
| 27-01            | Hockey Varese-H.C. Dobbiaco       | 2-3  | 0-1; 0-2; 2-0 |
| 03-02            | H.C. Pergine-Hockey Varese        | 2-5  | 0-2; 0-1; 2-2 |
| 10-02            | Hockey Varese-WSG Stilfes         | 13-0 | 2-0; 8-0; 3-0 |
| 17-02            | Hockey Varese-Alleghe Hockey      | 3-1  | 2-1; 0-0; 1-0 |
| 23-02            | HC Toblach Dobbiaco-Hockey Varese | 5-5  | 1-2; 2-0; 2-3 |

### Classifica (Prima Fase)
| Pos. | Squadra       | Pt | G  | V  | N | P  | Reti  |
| ---- | ------------- | -- | -- | -- | - | -- | ----- |
| 1.   | SV KALTERN    | 23 | 14 | 10 | 3 | 1  | 65:32 |
| 2.   | HOCKEY VARESE | 20 | 14 | 9  | 2 | 3  | 64:30 |
| 3.   | SC LACES      | 19 | 14 | 9  | 1 | 4  | 60:44 |
| 4.   | EV BOZEN 84   | 17 | 14 | 7  | 3 | 4  | 72:40 |
| 5.   | SSV LAIVES    | 11 | 14 | 6  | 1 | 7  | 41:47 |
| 6.   | SC AUER ORA   | 11 | 14 | 5  | 1 | 8  | 39:61 |
| 7.   | HC BRESSANONE | 7  | 14 | 3  | 1 | 10 | 36:63 |
| 8.   | ASV PRAD      | 2  | 14 | 1  | 0 | 13 | 25:85 |

### Classifica (2ª Fase Play Off)
| Pos. | Squadra        | Pt | G | V | N | P | Reti  |
| ---- | -------------- | -- | - | - | - | - | ----- |
| 1.   | SV KALTERN     | 20 | 8 | 4 | 2 | 2 | 30:18 |
| 2.   | ALLEGHE HOCKEY | 20 | 8 | 3 | 2 | 3 | 30:27 |
| 3.   | HOCKEY VARESE  | 15 | 8 | 3 | 2 | 3 | 27:26 |
| 4.   | HC TOBLACH     | 15 | 8 | 5 | 2 | 1 | 33:25 |
| 5.   | SC LACES       | 15 | 8 | 5 | 1 | 2 | 40:20 |
| 6.   | EV BOZEN 84    | 13 | 8 | 5 | 0 | 3 | 47:28 |
| 7.   | HC PERGINE     | 10 | 8 | 2 | 0 | 6 | 21:36 |
| 8.   | WSG STILFES    | 4  | 8 | 0 | 1 | 7 | 9:56  |

aggiornato al 27 febbraio 2008

#### Final Four
| Final Four |                        |     |               |
|            |                        |     |               |
| 8-03       | SV Caldaro - HC Varese | 4-2 | 1-1; 1-0; 2-1 |

### Presenze e gol
(i dati sono aggiornati all'inizio della stagione 2007-2008 (15/01/08))
aggiornato al 27 febbraio 2008